# Andra Staugaitienė
Andra „Daina” Staugaitienė, po mężu Gabalytė (ur. 8 sierpnia 1980 w Kłajpedzie) – litewska koszykarka, występująca na pozycjach rozgrywającej lub rzucającej, reprezentantka kraju. 

## Osiągnięcia
Na podstawie, o ile nie zaznaczono inaczej..

### NCAA
- Uczestniczka rozgrywek:
  - Sweet 16 NCAA (2005)
  - turnieju NCAA (2002–2005)
- Mistrzyni:
  - turnieju konferencji Big South (2002–2005)
  - sezonu regularnego Big South (2002–2005)
- Zaliczona do II składu Big South (2005)
- Liderka konferencji Big South w liczbie asyst (2004 – 125)

### Drużynowe
- Mistrzyni:
  - Ligi Bałtyckiej (2009, 2010)
  - Litwy (2009, 2010, 2014)[4][5]
  - Łotwy (2011)
- Wicemistrzyni Litwy (2006, 2016, 2021)[6][7]
- Brązowa medalistka mistrzostw Litwy (2018)[8]
- Uczestniczka międzynarodowych rozgrywek:
  - Euroligi (2008/2009, 2010/2011)
  - Eurocup (2005/2006)

### Indywidualne
(* – nagrody przyznane przez portal eurobasket.com)
- Zaliczona do*:
  - II składu ligi litewskiej (2007, 2009, 2018, 2021)[9][4][8][7]
  - III składu ligi litewskiej (2017)[10]
  - honorable mention ligi litewskiej (2022)[11]
- Liderka w asystach ligi litewskiej (2018 – 5,8)[8]

### Reprezentacja
Seniorska
- Uczestniczka:
  - mistrzostw Europy (2009 – 11. miejsce)
  - kwalifikacji do mistrzostw Europy (2009, 2011, 2019)

Młodzieżowe
- Uczestniczka kwalifikacji do mistrzostw Europy:
  - U–18 (1998)
  - U–20 (2000)